# Condado de Page (Iowa)
O Condado de Page é um dos 99 condados do estado norte-americano do Iowa. A sede do condado é Clarinda, que é também a sua maior cidade. O condado tem uma área de 1387 km² (dos quais 1 km² estão cobertos por água), uma população de 16 976 habitantes, e uma densidade populacional de 12 hab/km² (segundo o censo nacional de 2000). O condado foi fundado em 1847 e o seu nome é uma homenagem ao capitão John Page, do 4.º Regimento de Infantaria dos Estados Unidos, morto na batalha de Palo Alto, na Califórnia.